# Phaedropsis
Phaedropsis is een geslacht van vlinders uit de familie van de grasmotten (Crambidae), uit de onderfamilie van de Spilomelinae. De wetenschappelijke naam en de beschrijving van dit geslacht werden voor het eerst in 1890 gepubliceerd door William Warren.

## Soorten
- P. alitemeralis (Dyar, 1914)
- P. beckeri Munroe, 1995
- P. bipunctalis (Hampson, 1895)
- P. calanticalis (Druce, 1895)
- P. chromalis (Guenée, 1854)
- P. collustralis Möschler, 1886
- P. domingalis (Schaus, 1920)
- P. flavipennis (Kaye, 1901)
- P. fuscicostalis (Hampson, 1895)
- P. glutalis (Möschler, 1881)
- P. hecalialis (Walker, 1859)
- P. illepidalis (Herrich-Schäffer, 1871)
- P. illustralis (Dognin, 1913)
- P. impeditalis (Herrich-Schäffer, 1871)
- P. leialis (Herrich-Schäffer, 1906)
- P. maritzalis (Schaus, 1920)
- P. meropialis (Möschler, 1886)
- P. placendalis (Möschler, 1890)
- P. principaloides (Möschler, 1890)
- P. principialis (Lederer, 1863)
- P. simplalis (Guenée, 1854)
- P. stictigramma (Hampson, 1912)
- P. strigilalis (Hampson, 1899)
- P. venadialis (Schaus, 1920)